# Roberto Forcellini
Roberto Forcellini (Padova, 19 ottobre 1958) è un ex nuotatore italiano, campione italiano nei 400 misti al campionato italiano di nuoto "primaverili" del 1973.

## Carriera
Campione italiano nel 1973, nel 1972 partecipa al Meeting Italia - Germania a Krefeld nei 200 delfino.